# Michael Myers
Michael Audrey Myers (* 19. října 1957) je fiktivní filmová postava z americké filmové hororové série Halloween. Poprvé se objevil v hororovém filmu Johna Carpentera jménem Halloween z roku 1978 jako chlapec, který zprvu zavraždil svou starší sestru Judith a po 15 letech – již jako dospělý, jenž utekl z psychiatrického ústavu – si přišel zpět do svého rodného města Haddonfield pro svou mladší sestru Laurie Strodeovou, kterou ztvárnila Jamie Lee Curtis.
Postava se kromě filmů také vyskytuje i v několika komiksech a románech, především v románu Curtise Richardse z roku 1979, který nepojednává o filmu, nýbrž se zabývá postavou Michaela Myerse samotného. Tvůrci postavy jsou John Carpenter a Debra Hillová.

## Charakteristika

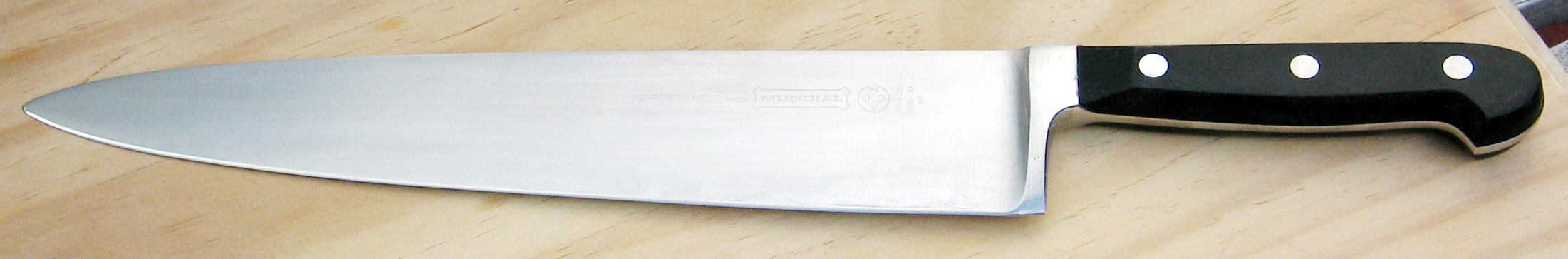
Michaelova primární zbraň

Pro postavu bezcitného psychopatického sériového vraha Michaela Myerse je typická jeho bílá maska, původně maska kapitána Kirka ze seriálu Star Trek. Jeho vedlejší oděv je většinou tmavá kombinéza a jako primární zbraň používá kuchyňský nůž. Jeho další charakteristikou je málomluvnost (mluvení by pro něj bylo obtížné, tím spíše v masce) a pomalá chůze – svou oběť pronásleduje, ale nikdy za ní nespěchá.
Poznal jsem ho před patnácti lety. Řekli mi, že je úplně prázdný, žádný rozum, žádné svědomí, žádné chápání. Ani nejzákladnější rozlišování mezi životem a smrtí, nebo dobrem a zlem. Setkal jsem se s šestiletým chlapcem, s prázdnou, bledou tváří, bez emocí… a s těma nejčernějšíma očima, očima ďábla.
dr. Loomis, Michaelův psychiatr, 
Tvůrci filmu měli původně v plánu použít pro vraha obyčejnou masku klauna, ale kvůli nízkému rozpočtu byla sehnána nejlevnější maska, kterou v místní prodejně našli – maska kapitána Kirka. Byla nasprejována na bílo a byly pouze pozměněny vlasy a odstřihnuta oční víčka.

## Život

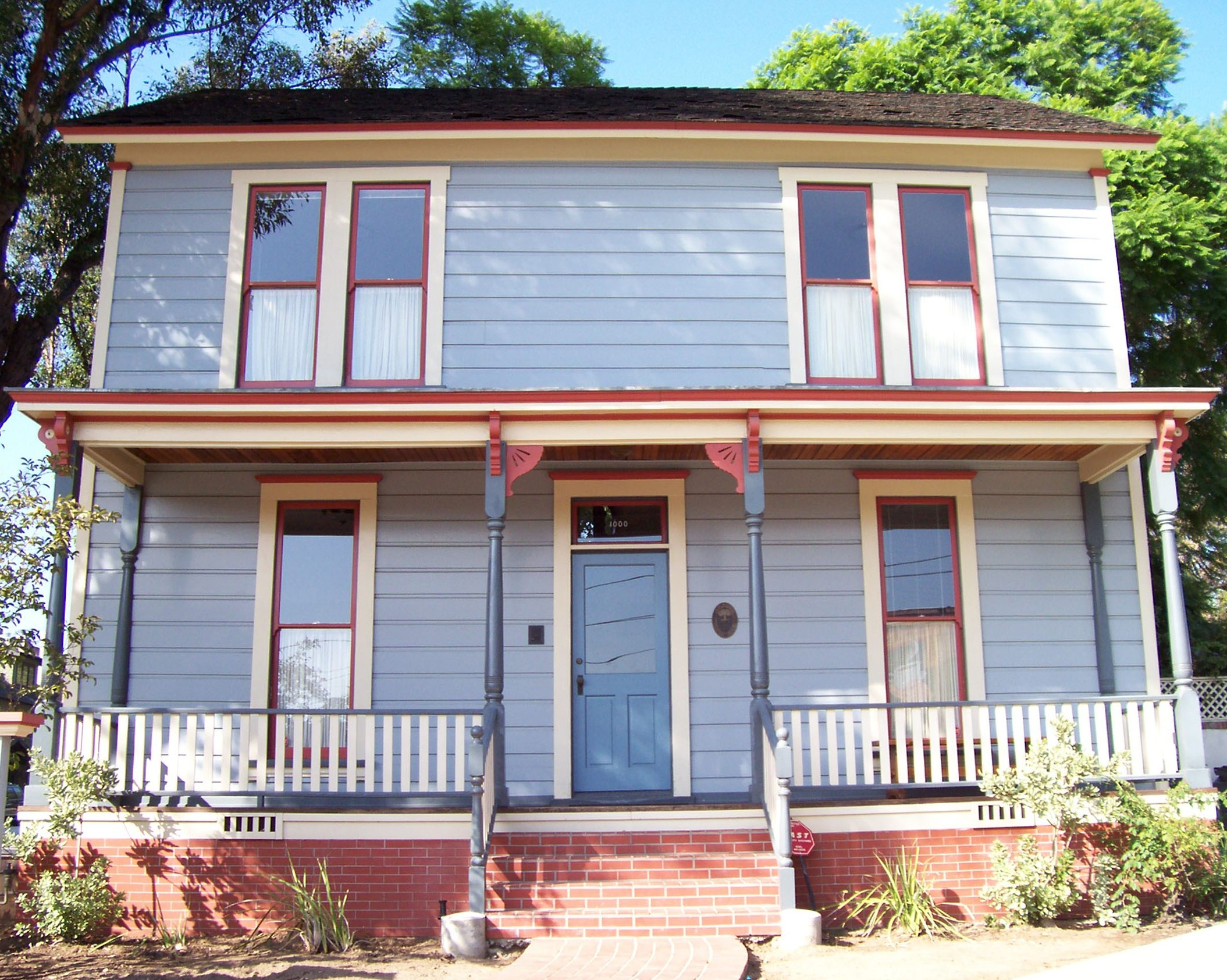
Rodný dům Michaela Myerse

Michael se narodil 19. října 1957 v západní části Haddonfieldu ve státě Illinois do rodiny Petera a Edith Myersových, kteří již měli devítiletou dceru Judith. Třetím a nejmladším dítětem rodiny Myersových byla dcera Laurie. O šest let později, o Halloweenu roku 1963, Michael brutálně zavraždil kuchyňským nožem svou starší sestru a následně byl převezen do ústavu ve Smith's Grove, kde strávil 15 let, během nichž ani jednou nepromluvil. V roce 1978 se mu podařilo utéct, když selhaly ochranné mechanismy léčebny a pacienti se začali volně pohybovat venku v okolí a vydal se zpět do Haddonfieldu zabít svou mladší sestru, nyní již 17letou Laurie (přejmenovanou Strodeovou), což se mu nepodařilo kvůli zásahu jeho psychiatra Dr. Samuela Loomise, který se jej od jeho útěku snažil celou dobu zastavit. Co se mu ovšem podařilo, bylo zavraždit dvě kamarádky Laurie a přítele jedné z nich, Laurie zranil a sám byl zraněn Dr. Loomisem, který ho šestkrát střelil do hrudníku, přičemž Michael vypadl z okna. Pod oknem ovšem žádné tělo nalezeno nebylo a Michael byl opět na útěku. Pronásledoval Laurie do místní nemocnice, kde zabil většinu personálu a nakonec Laurie našel a znovu se jí pokusil zabít, i přes to, že ho dvěma výstřely zasáhla do očí. Na poslední chvíli zasáhl Dr. Loomis, který Michaela i sebe vyhodil s operačním sálem, kde se nacházeli do povětří. Michael přežil i to a v plamenech kráčel dál za Laurie, než ho utrpěná zranění konečně skolila. 

### 1988–1995
Po explozi byl Michael deset let v kómatu, výbuch a popáleniny však přežil. Výbuch přežil i dr. Loomis. Při převozu v sanitce do jiné střežené nemocnice se však Michael probral a zabil posádku sanitky. Předtím se ale stačil dozvědět o své neteři Jamie Lloydové. Vydal se tedy do Haddonfieldu, aby zabil zbylé členy své rodiny a dokončil tak to, co začal. V práci mu ale bránila Rachel, starší nevlastní sestra Jamie, která ho porazila autem a policie jej zlikvidovala. To si ovšem jen mysleli. Od té chvíle byla totiž Jamie s Michaelem telekineticky poutána, díky čemuž byl dr. Loomis přesvědčen, že Michael stále žije, a že má v plánu znovu zaútočit. Když se ovšem policii podařilo Michaela opět dostat, někdo jej vysvobodil a unesl jeho i Jamie. Za jejich únosem stál tajný druidský kult, který Michaela uctíval a poskytoval mu ochranu. Po šesti letech, 30. října, porodila Jamie dítě, které bylo předurčeno k tomu, aby se stalo Michaelovou obětí. Jamie se ovšem podařilo utéct i s dítětem, ale Michael, který byl s Jamie skrýván, ji vypátral a zabil. Dítě však Jamie před Michaelem stihla schovat, díky čemuž přežilo. Michael ale chtěl dítě získat a zabít. V tom mu však zabránil Tommy Doyle, který se s Michaelem setkal jako dítě na Halloween před 17 lety. Jamiino dítě bylo díky tomu zachráněno.

### 1998–2002
Michaelova sestra Laurie Strodeová si mezitím změnila jméno na Keri Tateovou, aby ji bratr podle něj nedokázal vystopovat. Každý den se za to ale modlila. Byla ředitelkou soukromé školy a měla syna Johna. 31. října na Halloween ji nakonec bratr po dvaceti letech skutečně vypátral. Laurie se mu odvážila postavit a povedlo se jí ho i zabít setnutím hlavy. Po incidentu se ovšem zjistilo, že se nejednalo o Michaela. Předtím, než Laurie setnula osobě v masce Michaela hlavu, ten pravý Michael Myers napadl a zranil (tak, aby nemohl mluvit a byl v bezvědomí) jednoho ze záchranářů a namaskoval jej. Poté z místa masakru utekl a po čtyřech letech si pro svou ztraumatizovanou sestru znovu přišel, ovšem do psychiatrické léčebny, kde se mu povedlo ji zabít. Následně se vrátil do svého rodného domu a zjistil, že se v něm pořádá show v přímém přenosu, jejíž účastníci museli v domě přetrvat celou noc. Michael pozabíjel téměř všechny její účastníky a po krvavém střetu s jedním z nich dům i s Michaelem shořel. Když ovšem lékařka místní patologie otevřela pytel s Michaelovým tělem, on přímo na jejím stole na pitevně otevřel oči. 

## Herci

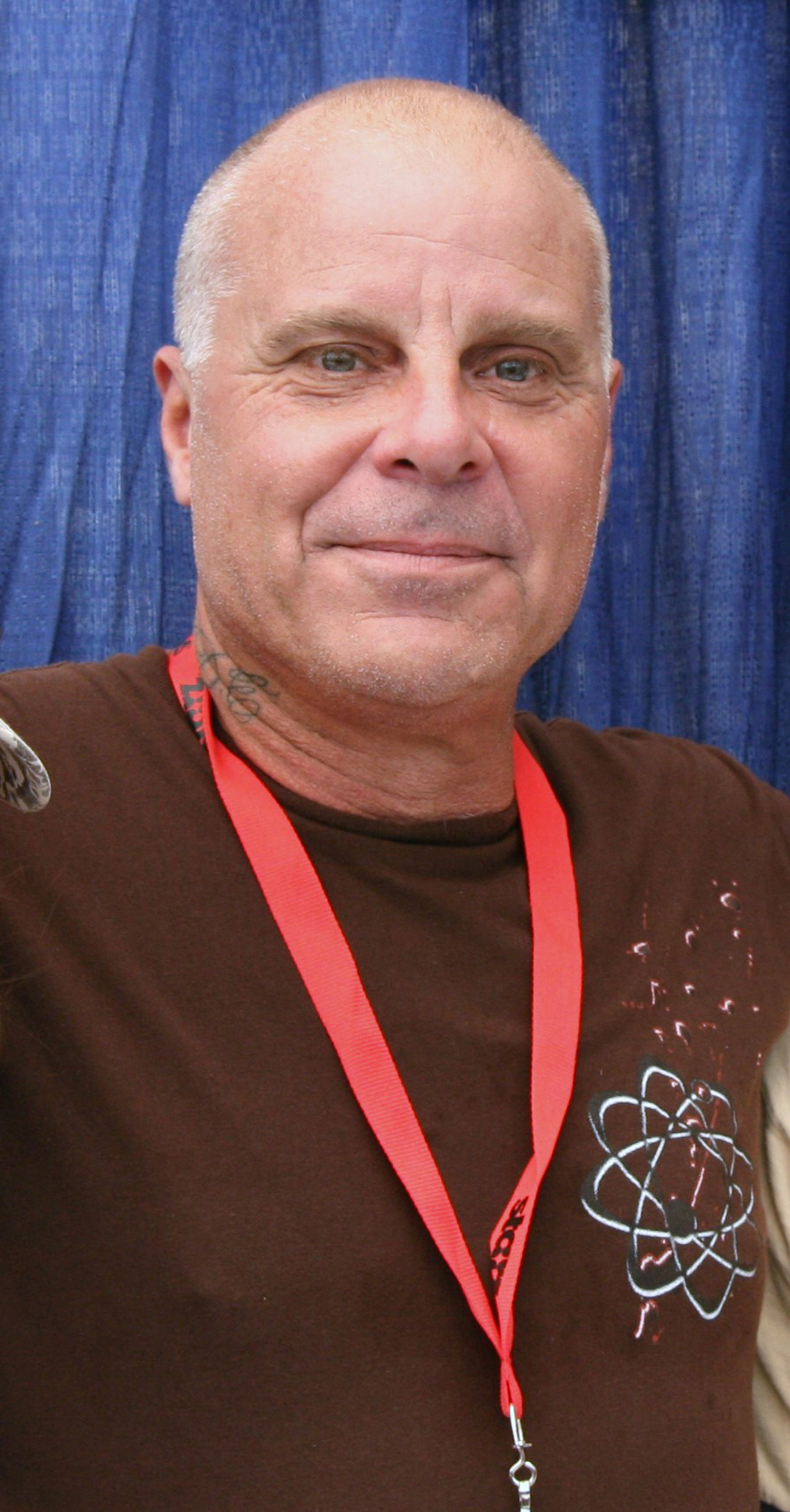
Tony Moran propůjčil Michaelovi tvář v původním filmu z roku 1978

Do role Michaela Myerse bylo za celou sérii filmů Halloween obsazeno dohromady dvanáct herců, z nichž pouze dva, George P. Wilbur a Tyler Mane, ztvárnili Michaela Myerse ve více než jednom filmu. Ve snímku Halloween z roku 1978 lze na pár sekund spatřit Michaelovu tvář, kterou mu propůjčil herec Tony Moran. Níže je uvedeno osm herců, kteří ztvárnili Michaela v dospělosti:
- Nick Castle ztvárnil Michaela Myerse v původním filmu Halloween z roku 1978. Narodil se v Los Angeles v Kalifornii jako syn Millie a Nicholase Charlese Castle, Sr., kteří byli herci a filmoví choreografové nominovaní na cenu Emmy. Když byl Nick ještě dítě, jeho otec, který byl též režisérem, jej ve svých filmech obsazoval do menších rolí. Studoval na USC School of Cinematic Arts, kde působil jako kameraman. Získal Oscara za krátký akční film The Resurrection of Broncho Billy.[19]
- Tony Moran propůjčil tvář Michaelovi taktéž v roce 1978. V 70. letech se objevil v televizních seriálech The Waltons, James at 15 nebo v CHIPs. Je starším bratrem herečky Erin Moran a herce Johna Morana.[20]
- Dick Warlock ztvárnil Michaela ve filmu Halloween 2 z roku 1981. Dvacet pět let byl doublérem Kurta Russella. Má dva syny, Billyho a Lance Warlocka, a dceru Rhondu. Žije v Kingsportu v Tennessee. Je majitelem legendární hokejové masky Jasona Voorheese z hororové série Pátek třináctého.[21]
- George P. Wilbur si Michaela zahrál ve filmu Halloween 4: Návrat Michaela Myerse z roku 1988 a později také v Halloween - Prokletí Michaela Myerse z roku 1995. Je kaskadérem, podobně jako Dick Warlock a Don Shanks či Chris Durand, a to více než 40 let, kdy svých schopností využil ve více než sto filmech a seriálech. Je členem hollywoodské Kaskadérské síně slávy. Objevil se v hororu Noční můra v Elm Street 5: Dítě snu režiséra Stephena Hopkinse. V desáté řadě seriálu Griffinovi mu byla přidělena role Toma Tuckera.[22]
- Don Shanks ztvárnil Michaela ve filmu Halloween 5 z roku 1989. V roce 2006 si zahrál sériového vraha ve filmu Tajemství loňského léta 3 a v roce 2007 ztvárnil postavu indiánského náčelníka ve filmu Poslední hřích.
- Chris Durand hrál Michaela ve filmu Halloween: H20 z roku 1998. Své kaskadérství uplatnil ve více než 50 filmech.
- Brad Loree jej ztvárnil ve filmu Halloween: Zmrtvýchvstání z roku 2002. Do svých 17 let žil v Řecku, poté odjel do USA.[23]
- Tyler Mane ztvárnil Michaela v remaku Halloween z roku 2007 a následně ve snímku Halloween II z roku 2009. Pochází z Kanady, je vysoký 208 cm a v minulosti býval wrestlerem. Tomuto sportu se věnoval od roku 1989, často pod jmény The Skywalker, Nitron či The Big Sky. V roce 1996 kariéru ukončil a zaměřil se na herectví. Známý je hlavně z filmů jako X-Men a již zmiňovaného remaku Halloween.[24]

### Dětští herci

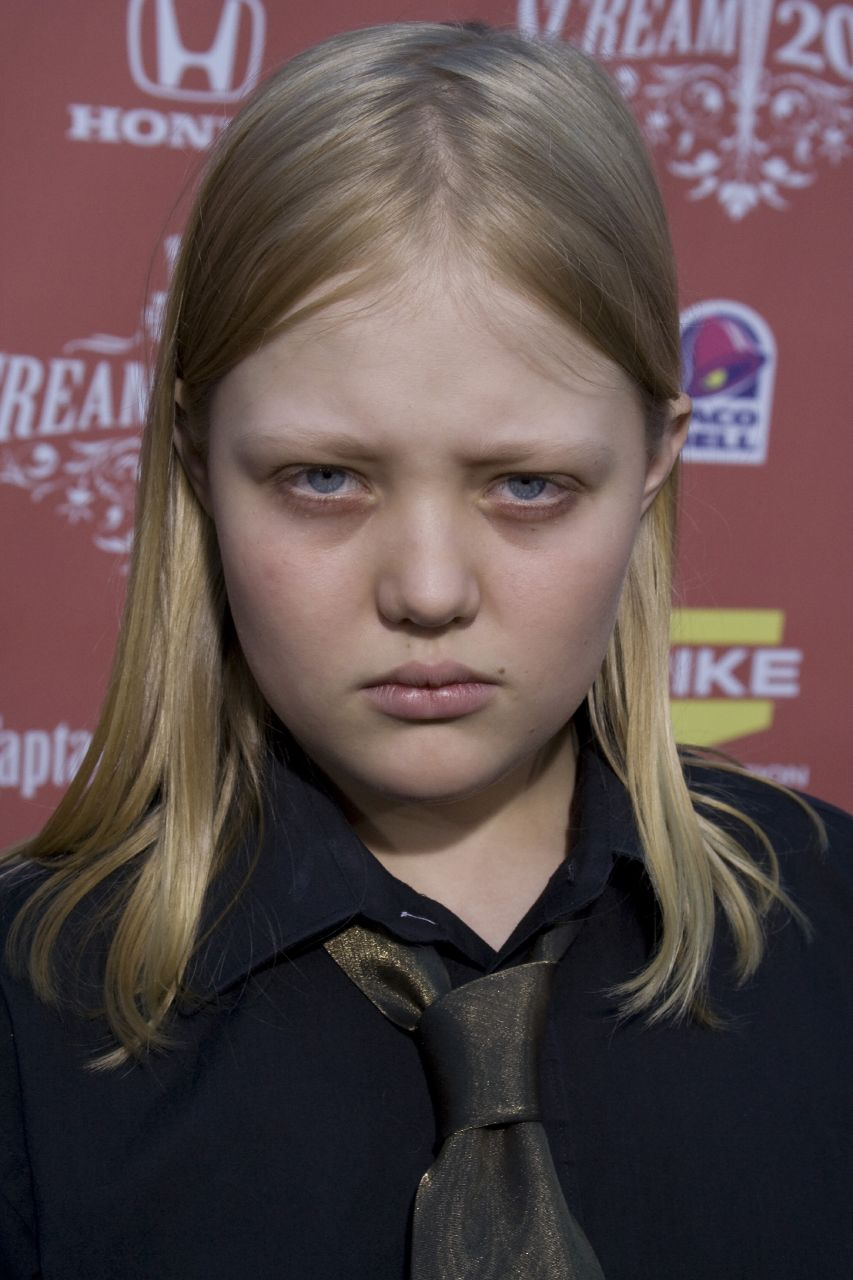
Daeg Faerch, který Michaela ztvárnil v Halloweenu z roku 2007 jako malého kluka

Za celou filmovou sérii byli do role mladého Michaela Myerse obsazeni celkem čtyři herci. Poprvé byl v roce 1978 do role 6letého chlapce obsazen Will Sandin, který se díky úspěchu filmu zúčastnil několika dokumentů o filmu Halloween. Následně mladého Michaela ztvárnil Adam Gunn ve filmu Halloween 2 z roku 1981. Objevil se ve scéně, kdy má Laurie sen o jejím setkání s Michaelem v ústavu uvnitř jeho pokoje. Opětovně se postava dítěte objevila až v remaku z roku 2007, kde ji ztvárnil Daeg Faerch, tentokrát však již v roli 10letého chlapce. Ve filmu Halloween II z roku 2009 došlo k výměně herců. Důvodem bylo, že během dvou uplynulých let Daeg výrazně vyrostl, a tak již nemohl hrát stejně starého chlapce. Herce nahradili Chasem Wrightem Vanekem, který by se měl nadále objevil v Halloweenu III v roce 2014.

## Filmy

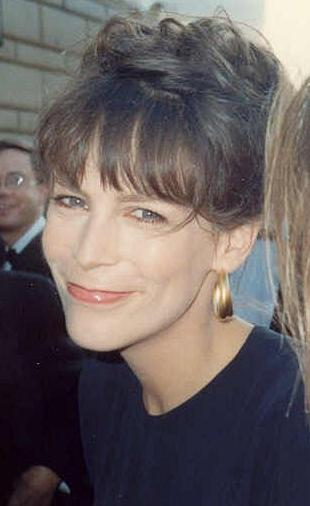
Jamie Lee Curtis, která ztvárnila Laurie Strodeovou, sestru Michaela Myerse

Michael Myers je jedna z hlavních rolí, které se objevily ve všech filmech kromě Halloweenu 3, jehož děj nemá s jeho postavou nic společného. Menšími výjimkami jsou také filmy Halloween 4, Halloween 5 a Halloween 6, které o střetech Michaela a Laurie nepojednávají. V těchto filmech se Michael orientuje na svou malou neteř Jamie Lloydovou, která se neustále děsí přítomnosti Michaela, k čemuž nakonec dojde. Jamie Lloydovou ztvárnila Danielle Harris a později také J. C. Brandy.

### Halloween (1978)
31. října roku 1963 ubodal šestiletý chlapec Michael Myers svou starší sestru kuchyňským nožem v jejím pokoji. Byl umístěn do ústavu, ale o 15 let později se mu podařilo utéct. Následně se snažil zabít svou mladší sestru Laurie Strodeovou a jeho jedinou překážkou byl psychiatr dr. Samuel Loomis, který jej jako jediný mohl zastavit.

### Halloween 2 (1981)
V předchozím filmu byl Michael několikrát postřelen. To jej ale nezabilo a podařilo se mu uprchnout. Ve snímku Halloween 2 byla jeho sestra odvezena do nemocnice se zraněními, které ji Michael způsobil. Všemu ale zdaleka nebyl konec. Michael se Laurie pokusil znovu zabít a nic jej kromě dr. Loomise nemohlo zastavit. Chtěl dokončit, co začal.
Je čas, Michaele! (It's time, Michael!)
dr. Loomis (Jeden z nejznámějších dialogů, který kdy dr. Loomis v celé sérii pronesl.)

### Halloween 4: Návrat Michaela Myerse (1988)
Před 10 lety se Michael Myers snažil zabít svou mladší sestru Laurie Strodeovou. To se mu však nepovedlo, neboť skončil v plamenech, a to díky dr. Loomisovi, který po něm pátral od chvíle, co Michael utekl z ústavu. Nyní byl Michael v kómatu, a to ještě nevěděl, že má kromě Laurie i malou neteř Jamie Lloydovou. Jednoho dne byl převážen sanitkou do nemocnice se zvýšenou ostrahou. Během cesty se zdravotník v sanitce zmínil o Michaelově neteři. V tu chvíli se Michael probral z kómatu, zabil posádku celé sanitky, přičemž se vozidlo vybouralo a Michael utekl. Poté se vydal do Haddonfieldu za svou neteří Jamie. Jeho snahu mu ale znepříjemňovala její nevlastní sestra Rachel a Michaelův psychiatr dr. Samuel Loomis, který si byl jist, že se Michael pokusí Jamie zabít. Nezbývalo tak nic jiného, než vzít Jamie pod ochranu policie a zabránit tak dalším krvavým vraždám.

### Halloween 5 (1989)
Poté, co policie masového vraha Michaela Myerse zlikvidovala, se zdálo, že bude vše v pořádku. Jeho neteř Jamie však oněměla, a to nebylo zdaleka vše. Ke svému zabijáckému strýcovi byla telekineticky poutána a cítila, že Michael stále žije. A skutečně. Ten se pořád nevzdával a šel za jasným cílem. Jedinou překážkou byl jeho věčný nepřítel dr. Samuel Loomis, který věděl, že je Jamie nadále v nebezpečí. Rozhodl se proto čekat na Michaela v jeho domě obklíčeném policií.

### Halloween – Prokletí Michaela Myerse (1995)

Runický znak thorn, který se ve filmu stal jakousi „značkou“ zla, která dává Michaelovi sílu a nesmrtelnost

Uplynulo šest let od chvíle, kdy masového vraha Michaela Myerse někdo unesl z vězení a následovně jej 6 let skrýval. Taktéž i jeho neteř Jamie Lloydovou. Za jejich únosem stojí tajný druidský kult, který Michaela uctíval a zároveň mu poskytoval ochranu. Když ovšem jednoho dne Jamie porodila a novorozeně se mělo stát Michaelovou obětí, podařilo se Jamie společně s dítětem utéct. Michael jí však byl v patách a snažil se dítě získat. Jamie ale své dítě schovala a nechala Michaela, ať zabije ji, což taky udělal. Dítě nicméně bylo v nebezpečí. Mladý Tommy Doyle, který před 17 lety masakr přežil, jej naštěstí našel.
Zlo kontrolovat nelze.
Tommy Doyle, 
Tommy věřil, že existuje jenom jediný člověk, který může vše zastavit a dítě před Michaelem uchránit, a to dr. Samuel Loomis. Do toho všeho se Michael vrátil do svého rodného domu, kde žije rodina, kterou musel dr. Loomis okamžitě varovat.

### Halloween: H20 (1998)
Příběh navazuje na první dva díly série a odehrává se přesně po dvaceti letech od Michaelova popálení. O postavách z předchozích třech dílů, kromě dr. Loomise, se však nikdo ve filmu nezmiňuje. Laurie Strodeová žila stále ve stresu a nejistotě, zda si pro ni její bratr po letech přijde. Teď byla ředitelkou soukromé školy, měla 17letého syna a žila pod změněným jménem jako Keri Tateová. 31. října 1998 jeli žáci její školy do Yosemitského národního parku. Laurie ale nevěděla, že její syn John, kterému výlet jako matka dovolila, zůstal na škole s ostatními třemi kamarády. Její předtucha o Michaelovi se nakonec vyplnila a v okolí se začaly množit případy vražd. Laurie byla připravena se s Michaelem střetnou a zastavit jej nadobro.

### Halloween: Zmrtvýchvstání (2002)
Laurie Strodeová v předchozím filmu sťala Michaelovi hlavu a předpokládala, že je tak již konec. Jak se ale ukázalo, tak ten komu usekla hlavu, nebyl Michael. Od té doby trávila svůj život v psychiatrické léčebně a čekala. Věděla, že Michael jen tak nic nevzdá a ona také ne. Toho dne si Michael pro Laurie opět přišel. Byl chycen do pasti, kterou nastražila Laurie, která byla odhodlaná jej definitivně zničit. Stále si ovšem nebyla jistá, zdali jde skutečně o Michaela nebo někoho jiného, jako v předchozím filmu a chtěla mu sundat masku. Michael ji ale zabil. Den na to pořádal tým s názvem Dangertainment v přímém přenosu show z Michaelova domu, jejíž uchazeči museli přetrvat celou noc v jeho domě. Michael se ale rozhodl účastníky jednoho po druhém zabít.

## Remake

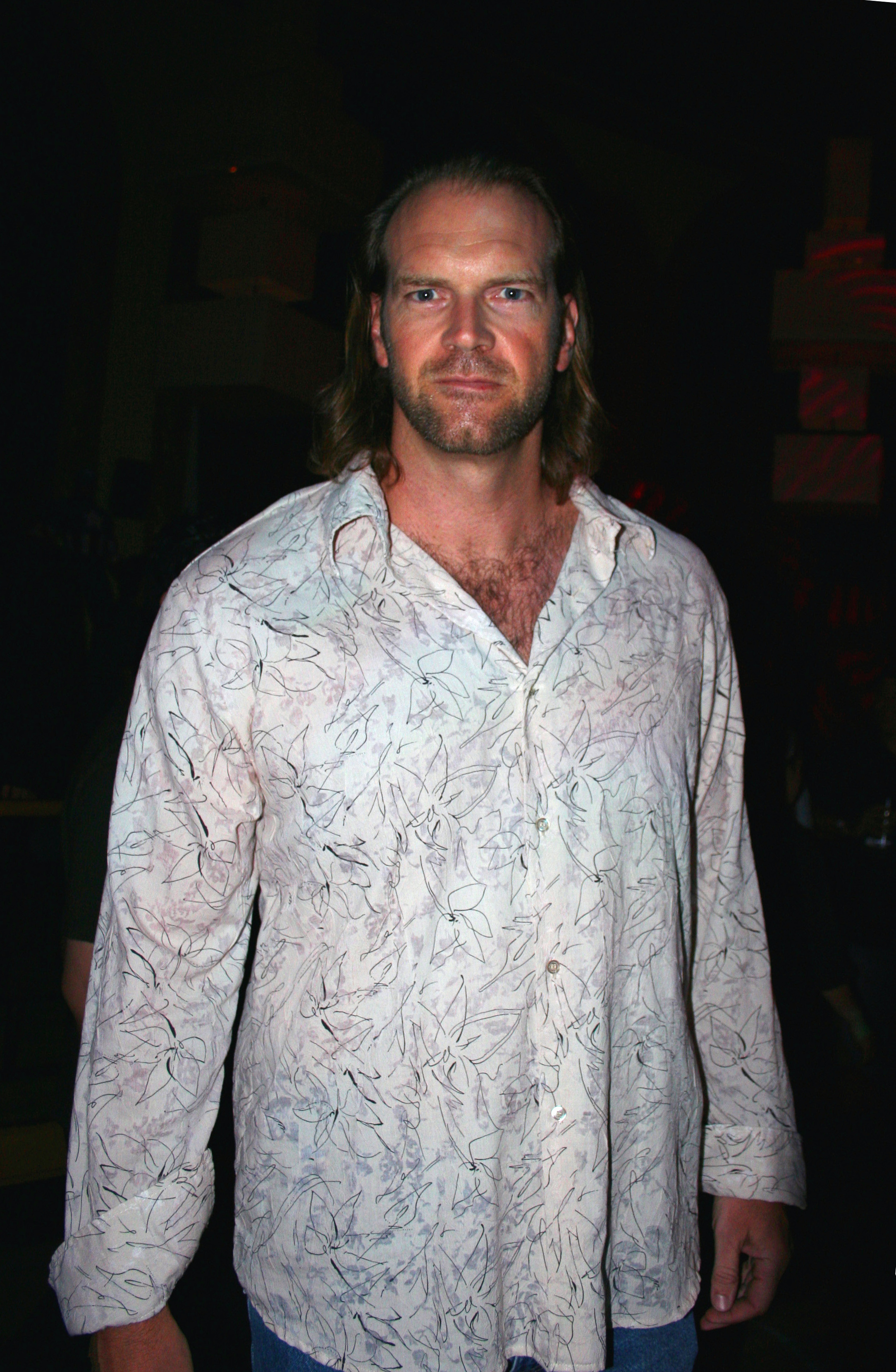
Tyler Mane, který Michaela Myerse ztvárnil v remacích Halloween a Halloween II

V roce 2007 natočil Rob Zombie remake prvního snímku ze série (Halloween 1). O dva roky později také Halloween II. Pro oba filmy, Halloween a Halloween II, byly natočeny alternativní konce. Ve filmu z roku 2007 původně dr. Loomis přežil a policie Michaela zastřelila před jeho domem.

### Halloween (2007)
Ve snímku Halloween se 31. října městečko Haddonfield probudilo do krásného halloweenového dne. Taktéž jedenáctiletý chlapec jménem Michael Myers, který onoho dne vyvraždil téměř celou svou rodinu. Následně pobýval v psychiatrické léčebně a jak se zdálo, jeho jediným koníčkem bylo vytváření strašidelných masek. Po patnácti letech se mu ale podařilo utéct, když byl ostrahou převážen do věznice. Následně měl namířeno zpět do svého rodného Haddonfieldu. O svém zabijáckém bratrovi ještě nevěděla jeho sestra Laurie Strodeová. Věděl o něm ale jeho bývalý psychiatr dr. Samuel Loomis, který si byl jistý tím, že se Michael pokusí Laurie zabít. Nikdo jej nebral vážně až do chvíle, kdy Michael začal po večerech v ulicích a domech řádit s jediným cílem – Laurie najít a zabít.

### Halloween II (2009)
Poté, co Laurie Strodeová, mladší sestra psychopatického masového vraha Michaela Myerse, unikla před smrtí díky zastřelení Michaela, neustále zažívala noční můry, při nichž měla vize o střetnutí s Michaelem. Byla si jistá, že je Michael mrtvý. Rodiče jí již rovněž zemřeli a žila se svou nejlepší kamarádkou Annie a jejím otcem šerifem Brackettem. Blížil se nechtěný 31. říjen a město Haddonfield si připomínalo řádění Michaela, který byl od minulého roku po masakru nezvěstný kvůli neschopné policii. Nikdo tedy nevěděl, jestli se jeho krvavé řádění ve městě nebude opakovat. Dr. Samuel Loomis, který Laurie tenkrát zachránil, vydal knihu, kde se o Michaelovi a jeho příbuzných zmiňuje. S tím ovšem nebyli šerif Brackett a Laurie spokojeni. Až po opětovných krvavých vraždách byla Laurie unesena Michaelem, který chtěl dokončit to, co začal. Laurie byla uvězněna Michaelem v malé chatrči obklíčenou policií. Její život byl ve velkém nebezpečí. Na místo taky přijel, svou knihou neúspěšný a šerifem Brackettem nechtěný, dr. Loomis, který chtěl Laurie ihned vysvobodit. Otázkou však bylo, zdali i přes krvavou historii dokáže Loomis Michaela psychicky přemoct a dostat Laurie z nebezpečí.

## Thorn
Thorn je runickým znakem, jehož počátky se v souvislosti s Michaelem projevují ve filmu Halloween 5, kde lze tuto značku spatřit na jeho zápěstí. Plného významu nabývá znak až ve filmu Halloween 6. Tato značka se objeví hned na několika místech, poblíž kterých Michael vraždil. Thorn zaručuje Michaelovi nesmrtelnost. Narodil se s prokletím Thornu, pro které se vžil známější název „Thornova kletba“, která jej navedla k vraždění ke dni 31. října roku 1963.

## Příbuzní
| postava          | vztah k Myersovi | ztvárnil/a                                                 |
| ---------------- | ---------------- | ---------------------------------------------------------- |
| Laurie Strodeová | sestra           | Jamie Lee Curtis, Scout Taylor-Compton                     |
| Judith Myersová  | sestra           | Sandy Johnson, Hanna Hall                                  |
| Peter Myers      | otec             | George O'Hanlon, Jr., William Forsythe (jako Ronnie White) |
| Edith Myersová   | matka            | Curtis Richards, Sheri Moon Zombie (jako Deborah Myers)    |
| Jamie Lloydová   | neteř            | Danielle Harris, J. C. Brandy                              |
| John Strode      | strýc            | Bradford English                                           |
| Debra Strodeová  | teta             | Kim Darby                                                  |
| Kara Strodeová   | sestřenice       | Marianne Haganová                                          |
| Danny Strode     | synovec          | Devin Gardner                                              |
| Tim Strode       | bratranec        | Keith Bogart                                               |
| John Tate        | synovec          | Josh Hartnett                                              |